# 老尼爾·圖帕斯
老尼爾·D·圖帕斯（Niel D. Tupas, Sr.；1932年11月27日—2015年11月24日），菲律賓政治人物，前菲律賓眾議院第五選區議員（1978－1998）與伊洛伊洛省省長（2001－2010）。
圖帕斯是法学士；是西方市市長聯盟主席。圖帕斯是現任伊洛伊洛省菲律賓眾議院議員小尼爾·圖帕斯的父親。

## 簡歷
圖帕斯在同一年獲得他的前律師他法律學士學位，於1957年，菲律賓國立大學通過了律師資格。

## 政治生活
- 在1972年，他當選為眾議員。
- 1978年，他當選為國會議員。
- 嘗試國會後，1987年，他贏得了伊洛伊洛市政市長一職，他擔任了七年。

在2001年，尼爾圖帕斯當選伊洛伊洛州長。他帶領伊洛伊洛省，特別是在反非法賭博，制止非法捕魚，以及清潔環保計劃。2004年5月12日和2007年的選舉，他重選了2次。他現在是他的第三個任期。他也是菲律賓各省聯盟顧問委員會的成員。
州長圖帕斯和圖帕斯太太有七個孩子，其中許多人擔任政治職務：他們是國會議員尼爾圖帕斯.小，伊洛伊洛市長，尼爾圖帕斯和萊克斯圖帕斯。圖帕斯太太本人擔任別霍市市長。
州長圖帕斯被控貪污和腐敗。2007年，申訴專員下令解僱圖帕斯，但他在同一年作出執行處罰。

## 擔任職位
- 1972-1978 - 伊洛伊洛市長
- 1973年 - 第一任總統，伊洛伊洛省市長聯盟主席
- 1977年 - 西方市市長聯盟主席，菲律賓市長聯盟
- 1978-1984 - 眾議員
- 1987-1998 - 伊洛伊洛第五選區代表眾議員
- 2001 - 2010年 - 伊洛伊洛省省長

## 死亡
2015年11月24日，圖帕斯死於前列腺癌和心臟衰竭。